# 大嘴仙鹟
大嘴仙鹟（学名：Cyornis caerulatus，英文名：Sunda blue flycatcher）是雀形目鹟科仙鹟属的一种鸟类。该物种分布于印度尼西亚的苏门答腊岛和婆罗洲等地，生活在亚热带或热带潮湿的低地森林中。目前被世界自然保护联盟列为易危物种。